# Sa'ud bin Faysal bin Abd al-Aziz Al Sa'ud
Saʿūd b. Faysal bin ʿAbd al-ʿAzīz (in arabo سعود بن فيصل بن عبد العزيز آل سعود‎?; Ta'if, 2 gennaio 1940 – Los Angeles, 9 luglio 2015) è stato un principe e politico saudita.

## Primi anni vita, formazione e carriera iniziale
Sa'ud bin Faysal è nato a Ta'if il 2 gennaio 1940. Era il secondo figlio di re Faysal e Iffat Al-Thunayan e fratello germano dei principi Mohammed e Turki e delle principesse Lolowah, Sara e Haifa. Ha frequentato la Hun School di Princeton e nel 1964 o nel 1965 ha conseguito un Bachelor of Arts in economia presso l'Università di Princeton.
Tornato in patria è diventato consulente economico del ministero del petrolio. Nel 1966, è trasferito nell'ufficio di organizzazione generale per le risorse petrolifere e minerarie (Petromin). Nel febbraio del 1970, è diventato vice-governatore di Petromin per gli affari di pianificazione. Ha fatto parte anche dell'Alto comitato di coordinamento. Nel 1971, è diventato vice ministro del petrolio.

## Ministro degli Affari Esteri
Il 13 ottobre 1975 è stato nominato ministro degli affari esteri. Lascia l'incarico il 29 aprile 2015 per motivi di salute e viene sostituito da Adel al-Jubeir, ambasciatore negli Stati Uniti. Fino alla morte, avvenuta pochi mesi dopo, è rimasto Ministro di Stato, membro del Gabinetto, consigliere ed inviato speciale del re e supervisore per gli affari esteri.

### Cronologia
Attualmente detiene il record di essere stato il ministro degli esteri rimasto in carica più a lungo nel mondo. Egli era ben considerato nella comunità diplomatica e parlava sette lingue.
Nel maggio 1985, ha ufficialmente visitato l'Iran concentrando le discussioni sul pellegrinaggio annuale dei cittadini iraniani a La Mecca. Lo stesso anno ha cercato di sensibilizzare il Regno Unito sulle attività sovietiche nel Corno d'Africa.

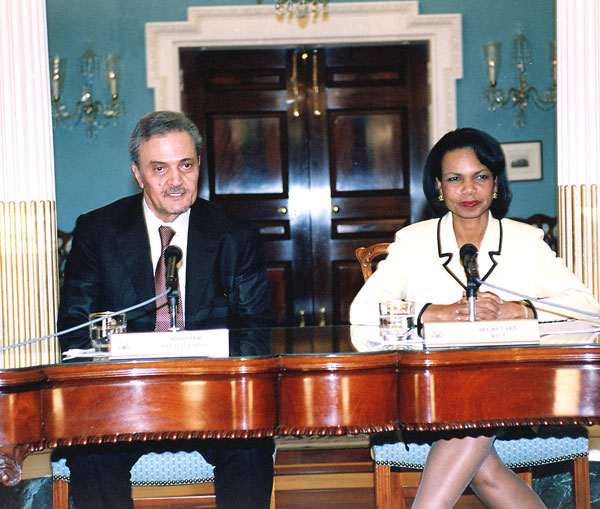
Il principe Saʿūd con la Condoleezza Rice il 23 settembre 2007.

Ha chiesto a Condoleezza Rice di concentrarsi su "questioni chiave e sostanziali" del conflitto israelo-palestinese.
Nel 2004, ha dichiarato che l'Arabia Saudita vorrebbe ridurre la sua dipendenza dagli accordi di sicurezza e difesa dominati dagli Stati Uniti. Nel luglio dello stesso anno, ha sostenuto che la vera fonte dei problemi in Medio Oriente non erano i musulmani, ma "l'ingiustizia e la privazione inflitte alla regione". Nel mese di agosto 2007, ha respinto le accuse che affermavano che gruppi di terroristi sauditi si stavano trasferendo in Iraq dicendo che semmai avveniva l'esatto contrario.
Il 10 marzo 2006, si è incontrato con i leader di Hamas a Riyad e nel luglio dello stesso anno, ha esortato il presidente statunitense George W. Bush a chiedere un cessate il fuoco dei bombardamenti in Libano.
Nel gennaio 2008, ha sostenuto le elezioni parlamentari in Pakistan, indicando che il paese non ha bisogno di "palesi interferenze esterne" per risolvere i problemi di divisione politica. Ha lodato Nawaz Sharif come candidato bipartisan stabile.
Nel febbraio 2010, dopo un incontro con il generale Jones, ha affermato che era necessario fare una distinzione tra amici e nemici in Pakistan, piuttosto che usare un'azione militare indiscriminata. Ha anche insistito sul fatto che l'esercito del Pakistan dovrebbe mantenere la sua credibilità. Nel novembre del 2010, ha guidato la delegazione saudita al vertice del G20.
Nel gennaio 2011, ha lasciato il gruppo di mediazione che mirava a reintegrare un governo stabile in Libano. Nel marzo dello stesso anno, si è recato in Europa per cercare sostegno all'intervento dell'Arabia Saudita in Bahrein.

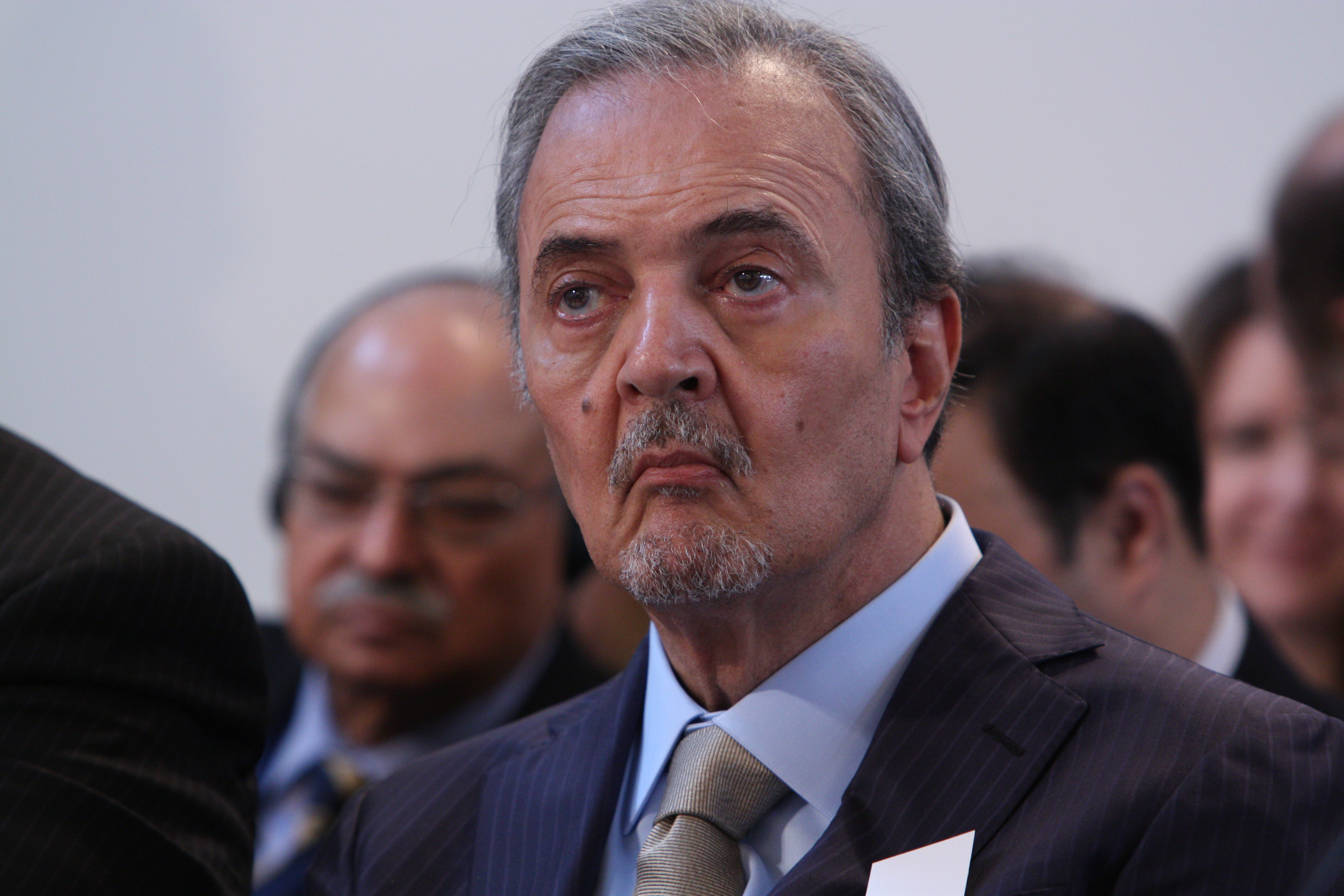
Il principe nel 2012.

Dopo un forum del Consiglio di cooperazione del Golfo con gli Stati Uniti, avvenuto presso la segreteria del consiglio a Riyad il 31 marzo 2012, ha affermato che era un "dovere" armare l'opposizione siriana e aiutarli a difendersi contro la sanguinosa repressione delle forze fedeli al presidente Bashar al-Assad. Commentando la fragile situazione della sicurezza, il principe Sa'ud ha osservato: "Una delle cause più importanti è la continuazione del conflitto irrisolto, nonché il proseguimento della politica di aggressione israeliana contro i palestinesi. Abbiamo discusso, nell'incontro, di molti problemi, in particolare dell'atroce massacro contro il popolo siriano. Abbiamo anche discusso degli ultimi sviluppi nello Yemen e passato in rassegna gli sviluppi complessivi e la situazione politica nella regione del Golfo, del Medio Oriente e del Nord Africa, così come le loro ripercussioni sulla sicurezza e la stabilità nella regione e nel mondo".

### Rapporti con Iran e Libano
Il principe Sa'ud ha affermato che piuttosto che un'azione militare contro l'Iran, fossero necessarie sanzioni più severe, come divieti di viaggio e ulteriori restrizioni sui prestiti bancari. Egli ha dichiarato che la politica estera e la diplomazia hanno inclinato il potere dell'Iran. Ha anche paragonato l'influenza iraniana sull'Iraq con l'influenza dello stesso paese sul Libano. Ha lodato gli sviluppi positivi dell'Iran sugli Hezbollah nel porre fine alle proteste di piazza.
All'inizio del 2011, ha espresso il timore circa la pericolosa instabilità in Libano dopo la caduta del governo di Saad Hariri. Egli ha anche affermato che la capacità del Libano di stabilire una convivenza pacifica con tanti gruppi differenti può essere una perdita significativa nel mondo arabo, se la nazione non fosse riuscita a creare un governo.

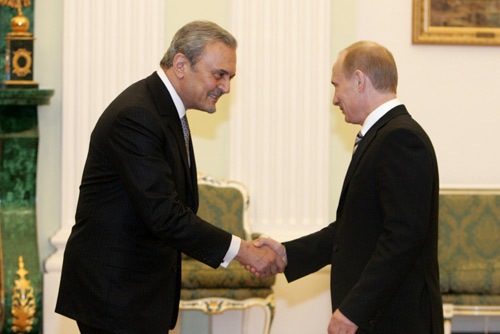
Il principe Sa'ud (a sinistra) si incontra con il presidente russo Vladimir Putin il 14 febbraio 2008.

Nel maggio 2014 è stato riferito che il principe Sa'ud aveva invitato il ministro degli esteri iraniano Mohammad Javad Zarif a visitare Riyad, rompendo il ghiaccio in uno dei rapporti più ostili del Medio Oriente e in vista dei colloqui chiave sul programma nucleare iraniano a Vienna. Parlando ai giornalisti nella capitale saudita, il principe ha detto che il regno è pronto ad ospitare il ministro iraniano, "ogni volta che lo ritiene opportuno", e ha indicato che Riyad era disposta ad avviare negoziati con la sua nemesi sulle molte questioni dei combustibili che li dividono.

## Altre attività governative
A partire dal 1998, sotto il regno di re Fahd, il principe Sa'ud e il principe ereditario Abd Allah hanno gestito il settore energetico attraverso un comitato di tecnocrati e principi. Più in particolare, il principe Sa'ud nel settembre 1999 è stato nominato presidente del comitato di progettazione della Saudi Aramco.
Il 20 novembre del 2009, re Abd Allah ha nominato Sa'ud presidente dell'influente Consiglio economico supremo dell'Arabia Saudita. È stato anche membro del consiglio militare.

## Influenza
La politica estera saudita è progettata dal sovrano, non dal ministro degli affari esteri. Il principe Sa'ud ha lavorato in stretto contatto con tutti i regnanti della sua lunga carriera.
Il principe era fermamente anti-sovietico e nazionalista arabo. È stato più resistente sulle proposte di re Fahd riguardo ai rapporti con Israele. Ha deplorato il fatto che taluni hanno affermato che la sua eredità potrebbe essere caratterizzata "più da profonda delusione che dal successo". Si è pentito per il fatto di appartenere ad una generazione di leader che non sono riusciti a creare uno Stato palestinese. Ha incoraggiato gli iracheni a difendere la sovranità del loro paese.
Se i suoi rapporti con re Fahd erano tesi, quelli con re Abd Allah erano molto buoni, era infatti uno dei più stretti alleati del sovrano. È stato uno dei funzionari sauditi che hanno lavorato per migliorare l'immagine internazionale del regno e per mantenere il suo forte legame con il Stati Uniti dopo gli attacchi dell'11 settembre.
Poco dopo la morte di re Abd Allah, è stato sostituito nel ruolo ministeriale con un cittadino comune più giovane, Adel al-Jubeir, fino a quel momento ambasciatore negli Stati Uniti.

## Vita personale
Il principe Sa'ud era sposato con la cugina Jawhara bint Abd Allah bin Abdul-Rahman, e insieme hanno avuto tre figli e tre figlie. Una di esse, Haifa è sposata con il principe Sultan bin Salman, primo astronauta di sangue reale e primo astronauta arabo. Il principe Sa'ud risiedeva a Gedda. A differenza di altri membri della casa reale, ha spesso parlato pubblicamente e interagito con i giornalisti. Il principe Sa'ud parlava un ottimo inglese e amava giocare a tennis.

## Ruolo sociale
Il principe era molto coinvolto nella filantropia. È stato uno dei membri fondatori della Fondazione Re Faysal e presidente dei consigli di amministrazione della Scuola Re Faysal e dell'Università Alfaisal. È stato membro della Società per i bambini disabili e della Società di Medina per il welfare e i servizi sociali.

## Malattia, morte e funerale
Il principe Sa'ud soffriva di gravi problemi alla schiena causati dalla malattia di Parkinson. Ha subito un primo intervento chirurgico negli Stati Uniti. Il suo aspetto fisico col passare del tempo ha mostrato segni di deterioramento, in particolare nella difficoltà di stare in piedi. In data 11 agosto 2012, ha subito un intervento chirurgico per rimuovere un blocco "semplice" nell'intestino causato da un intervento chirurgico precedente. L'operazione è stata effettuata presso l'Ospedale Specialistico di Gedda. Il principe è andato a Los Angeles dopo aver lasciato l'ospedale il 6 settembre 2012. Il ministero ha annunciato che sarebbe rimasto lì per un po'. Il 25 gennaio 2015, negli Stati Uniti, ha subito un intervento alla colonna vertebrale conclusosi con successo. Nel marzo 2015 è stato fotografato con un deambulatore. Con l'età, Sa'ud ha affrontato molti problemi di salute, in particolare un mal di schiena cronico a cui ha cercato di rimediare con vari interventi chirurgici.
Il principe Sa'ud è morto a Los Angeles il 9 luglio 2015 all'età di 75 anni.
Le preghiere funebri, guidate da re Salman, si sono tenute il 12 luglio nella Grande Moschea di La Mecca dopo la preghiera della sera. Il suo corpo è stato poi sepolto nel cimitero al-Adl della città.